# Australische Badmintonmeisterschaft 2024
Die Australische Badmintonmeisterschaft 2024 fand vom 15. bis zum 18. Mai 2024 in Eaglehawk statt. 

## Sieger und Platzierte
| Disziplin    | Gold                                      | Silber                                 | Bronze                                   |
| ------------ | ----------------------------------------- | -------------------------------------- | ---------------------------------------- |
| Herreneinzel | Jack Yu                                   | Ephraim Stephen Sam                    | Ken Richardson                           |
| Herreneinzel | Jack Yu                                   | Ephraim Stephen Sam                    | Jacob Schueler                           |
| Dameneinzel  | Tiffany Celine                            | Yuelin Zhang                           | Chieh Yu                                 |
| Dameneinzel  | Tiffany Celine                            | Yuelin Zhang                           | Isabella Yan                             |
| Herrendoppel | Rizky Hidayat Ismail Frengky Wijaya Putra | Kanki Igawa Yi Hern Ooi                | Jordan Mulong Yang Frederick Zizhou Zhao |
| Herrendoppel | Rizky Hidayat Ismail Frengky Wijaya Putra | Kanki Igawa Yi Hern Ooi                | Ting Yuan Kuo Andika Ramadiansyah        |
| Damendoppel  | Setyana Mapasa Angela Yu                  | Kaitlyn Ea Gronya Somerville           | Priska Kustiadi Nozomi Shimizu           |
| Damendoppel  | Setyana Mapasa Angela Yu                  | Kaitlyn Ea Gronya Somerville           | Khoo Lee Yen Dharshinie Vasigaran        |
| Mixed        | Rizky Hidayat Ismail Setyana Mapasa       | Frengky Wijaya Putra Dian Permata Sari | Andika Ramadiansyah Nozomi Shimizu       |
| Mixed        | Rizky Hidayat Ismail Setyana Mapasa       | Frengky Wijaya Putra Dian Permata Sari | Jacob Schueler Gronya Somerville         |